# Tour de France 1961
Il Tour de France 1961, quarantottesima edizione della Grande Boucle, si svolse in ventuno tappe tra il 25 giugno e il 16 luglio 1961, per un percorso totale di 4 397 km e fu l'ultima in cui gli atleti gareggiarono suddivisi in squadre nazionali.  
Fu vinto per la seconda volta (dopo l'affermazione ottenuta nel 1957) dal passista-cronoman francese Jacques Anquetil (al terzo podio della carriera nella Grande Boucle, considerando pure il terzo posto conseguito nell'edizione del 1959).
Si trattò della ventiduesima edizione della corsa a tappe francese vinta da un corridore di casa.
Anquetil terminò le proprie fatiche sugli asfalti della Francia con il tempo di 122h01'33".
Ci fu battaglia per piazza d'onore. 
Alla fine il passista-discesista italiano Guido Carlesi (all'unico podio della carriera al Tour) riuscì a piazzarsi al secondo posto della classifica generale. 
Nella terza posizione della graduatoria generale, distaccato do soli 2" da Guido Carlesi, si classificò lo scalatore-cronoman lussemburghese Charly Gaul (al terzo ed ultimo podio nel Tour dopo un altro terzo posto nel 1955 e la vittoria nel 1958).

## Tappe
| Tappa  | Data      | Percorso                                    | km    | Vincitore di tappa   | Leader cl. generale |
| ------ | --------- | ------------------------------------------- | ----- | -------------------- | ------------------- |
| 1ª-1ª  | 25 giugno | Rouen > Versailles                          | 136,5 | André Darrigade      | André Darrigade     |
| 1ª-2ª  | 25 giugno | Versailles > Versailles (cron. individuale) | 28,5  | Jacques Anquetil     | Jacques Anquetil    |
| 2ª     | 26 giugno | Pontoise > Roubaix                          | 230,5 | André Darrigade      | Jacques Anquetil    |
| 3ª     | 27 giugno | Roubaix > Charleroi (BEL)                   | 197,5 | Emile Daems          | Jacques Anquetil    |
| 4ª     | 28 giugno | Charleroi (BEL) > Metz                      | 237,5 | Anatole Novak        | Jacques Anquetil    |
| 5ª     | 29 giugno | Metz > Strasburgo                           | 221   | Louis Bergaud        | Jacques Anquetil    |
| 6ª     | 30 giugno | Strasburgo > Belfort                        | 180,5 | Joseph Planckaert    | Jacques Anquetil    |
| 7ª     | 1º luglio | Belfort > Chalon-sur-Saône                  | 214,5 | Jean Stablinski      | Jacques Anquetil    |
| 8ª     | 2 luglio  | Chalon-sur-Saône > Saint-Étienne            | 240,5 | Jean Forestier       | Jacques Anquetil    |
| 9ª     | 3 luglio  | Saint-Étienne > Grenoble                    | 230   | Charly Gaul          | Jacques Anquetil    |
| 10ª    | 4 luglio  | Grenoble > Torino (ITA)                     | 250,5 | Guy Ignolin          | Jacques Anquetil    |
| 11ª    | 5 luglio  | Torino (ITA) > Antibes                      | 225   | Guido Carlesi        | Jacques Anquetil    |
| 12ª    | 6 luglio  | Antibes > Aix-en-Provence                   | 199   | Michel Van Aerde     | Jacques Anquetil    |
| 13ª    | 7 luglio  | Aix-en-Provence > Montpellier               | 177,5 | André Darrigade      | Jacques Anquetil    |
|        | 8 luglio  | giorno di riposo                            |       |                      |                     |
| 14ª    | 9 luglio  | Montpellier > Perpignano                    | 174   | Eddy Pauwels         | Jacques Anquetil    |
| 15ª    | 10 luglio | Perpignano > Tolosa                         | 206   | Guido Carlesi        | Jacques Anquetil    |
| 16ª    | 11 luglio | Tolosa > Superbagnères                      | 208   | Imerio Massignan     | Jacques Anquetil    |
| 17ª    | 12 luglio | Luchon > Pau                                | 197   | Eddy Pauwels         | Jacques Anquetil    |
| 18ª    | 13 luglio | Pau > Bordeaux                              | 207   | Martin Van Geneugden | Jacques Anquetil    |
| 19ª    | 14 luglio | Bergerac > Périgueux                        | 74,5  | Jacques Anquetil     | Jacques Anquetil    |
| 20ª    | 15 luglio | Périgueux > Tours                           | 309,5 | André Darrigade      | Jacques Anquetil    |
| 21ª    | 16 luglio | Tours > Parigi                              | 252,5 | Robert Cazala        | Jacques Anquetil    |
| Totale | Totale    | Totale                                      | 4 379 |                      |                     |

## Squadre e corridori partecipanti
| N.    | Cod. | Squadra        |
| ----- | ---- | -------------- |
| 1-12  | ITA  | Italia         |
| 13-24 | FRA  | Francia        |
| 25-36 | BEL  | Belgio         |
| 37-48 | ESP  | Spagna         |
| 49-60 | NLD  | Paesi Bassi    |
| 61-72 | GER  | Germania Ovest |

| N.      | Cod.    | Squadra               |
| ------- | ------- | --------------------- |
| 73-84   | CHE/LUX | Svizzera/ Lussemburgo |
| 85-96   | GBR     | Gran Bretagna         |
| 101-112 | PNE     | Parigi-Nord Est       |
| 113-124 | CMD     | Centro Midi           |
| 125-136 | OSO     | Ovest-Sud Ovest       |

## Resoconto degli eventi
Al Tour 1961 parteciparono 132 corridori, dei quali 70 giunsero a Parigi.
Il trionfatore finale Jacques Anquetil era reduce dal secondo posto al Giro d'Italia vinto dal romagnolo Arnaldo Pambianco.
André Darrigade fu il corridore che vinse il maggior numero di frazioni: quattro su ventidue.
I due francesi André Darrigade e Jacques Anquetil furono gli unici a indossare la maglia gialla. Ma sulle ventidue frazioni (considerando nel numero totale anche le due semitappe in cui era divisa la prima tappa) Darrigade fu leader soltanto al termine della prima semitappa il giorno della partenza del Tour. Infatti, nella medesima giornata, alla fine della seconda semitappa a cronometro, Anquetil si impose come leader mantenendo sempre la maglia gialla fino al traguardo di Parigi (quindi fu capoclassifica alla fine delle ultime ventuno frazioni su ventidue).
Con questa vittoria, Jacques Anquetil fu il dodicesimo corridore della storia ad imporsi in almeno due edizioni del Tour de France, dopo Lucien Petit-Breton, Philippe Thys, Firmin Lambot, Ottavio Bottecchia, Nicolas Frantz, André Leducq, Antonin Magne, Sylvère Maes, Gino Bartali e Fausto Coppi e Louison Bobet. Tra costoro, fino al 1961 soltanto Thys e Bobet erano riusciti ad imporsi in tre edizioni.

## Classifiche finali

### Classifica generale - Maglia gialla
| Pos. | Corridore           | Squadra     | Tempo      |
| ---- | ------------------- | ----------- | ---------- |
| 1    | Jacques Anquetil    | Francia     | 122h01'33" |
| 2    | Guido Carlesi       | Italia      | a 12'14"   |
| 2    | Charly Gaul         | Lussemburgo | a 12'16"   |
| 4    | Imerio Massignan    | Italia      | a 15'59"   |
| 5    | Hans Junkermann     | Ger. Ovest  | a 16'09"   |
| 6    | Fernando Manzaneque | Spagna      | a 16'27"   |
| 7    | José Pérez Francés  | Spagna      | a 20'41"   |
| 8    | Jean Dotto          | Centro-Midi | a 21'44"   |
| 9    | Eddy Pauwels        | Belgio      | a 26'57"   |
| 10   | Jan Adriaensens     | Belgio      | a 28'05"   |

### Classifica a punti - Maglia verde
| Pos. | Corridore        | Squadra  | Punti |
| ---- | ---------------- | -------- | ----- |
| 1    | André Darrigade  | Francia  | 174   |
| 2    | Jean Gainche     | Ovest-SO | 169   |
| 3    | Guido Carlesi    | Italia   | 148   |
| 4    | Jacques Anquetil | Francia  | 146   |
| 5    | Frans Aerenhouts | Belgio   | 118   |

### Classifica scalatori
| Pos. | Corridore        | Squadra     | Punti |
| ---- | ---------------- | ----------- | ----- |
| 1    | Imerio Massignan | Italia      | 95    |
| 2    | Charly Gaul      | Lussemburgo | 61    |
| 3    | Hans Junkermann  | Ger. Ovest  | 48    |
| 4    | Marcel Queheille | Ovest-SO    | 46    |
| 5    | Eddy Pauwels     | Belgio      | 29    |

### Classifica a squadre
| Pos. | Squadra         | Punti |
| ---- | --------------- | ----- |
| 1    | Francia         | 10    |
| 2    | Belgio          | 5     |
| 3    | Italia          | 3     |
| 4    | Ovest Sud-Ovest | 3     |
| 5    | Centro Midi     | 1     |